# Oberbergstraße
Oberbergstraße ist ein Ortsteil der Stadt Werl in  Nordrhein-Westfalen.

## Beschreibung
Oberbergstraße hat 337 Einwohner, es liegt in der Nähe von Westönnen.

## Geschichte
Ein heute abgegangener Rittersitz mit Gericht lag im Dorf Bergstraße (Mitte 9. Jh. birgistratum; 1229 Berstrathe) und war der namensgebende Stammsitz des Geschlechts der Herren von Berstate
Mitte der 1960er-Jahre schloss die damals noch selbstständige Gemeinde mit einem Landwirt einen Aufschließungsvertrag für ein Baugebiet ab. 1969 wurde ein Bebauungsplan für 42 Wohneinheiten erstellt. In zwei Bauabschnitten wurde die Siedlung erstellt.
Am 1. Juli 1969 wurde Oberbergstraße nach Werl eingemeindet.

## Wappen
| Wappen von Oberbergstraße | Blasonierung: „Im von Silber und Rot durch eine nach oben gebogene schwarz-silbern geteilte Leiste erhöht geteilten Schild, oben drei rote Pfähle, unten ein silbernes Mühlrad.“ |
| Wappen von Oberbergstraße | Das Wappen wurde von Michael Jolk aus Werl gestaltet und am 17. Oktober 2017 unter der Registratur 54 NW in die Deutsche Ortswappenrolle des HEROLD eingetragen und dokumentiert. Gestiftet wurde es vom Ortsvorstand des Stadtteiles Werl-Oberbergstraße, um es als Symbol der örtlich-lokalen Identität außerhalb von Amtshandlungen zu führen. |

## Luigsmühle

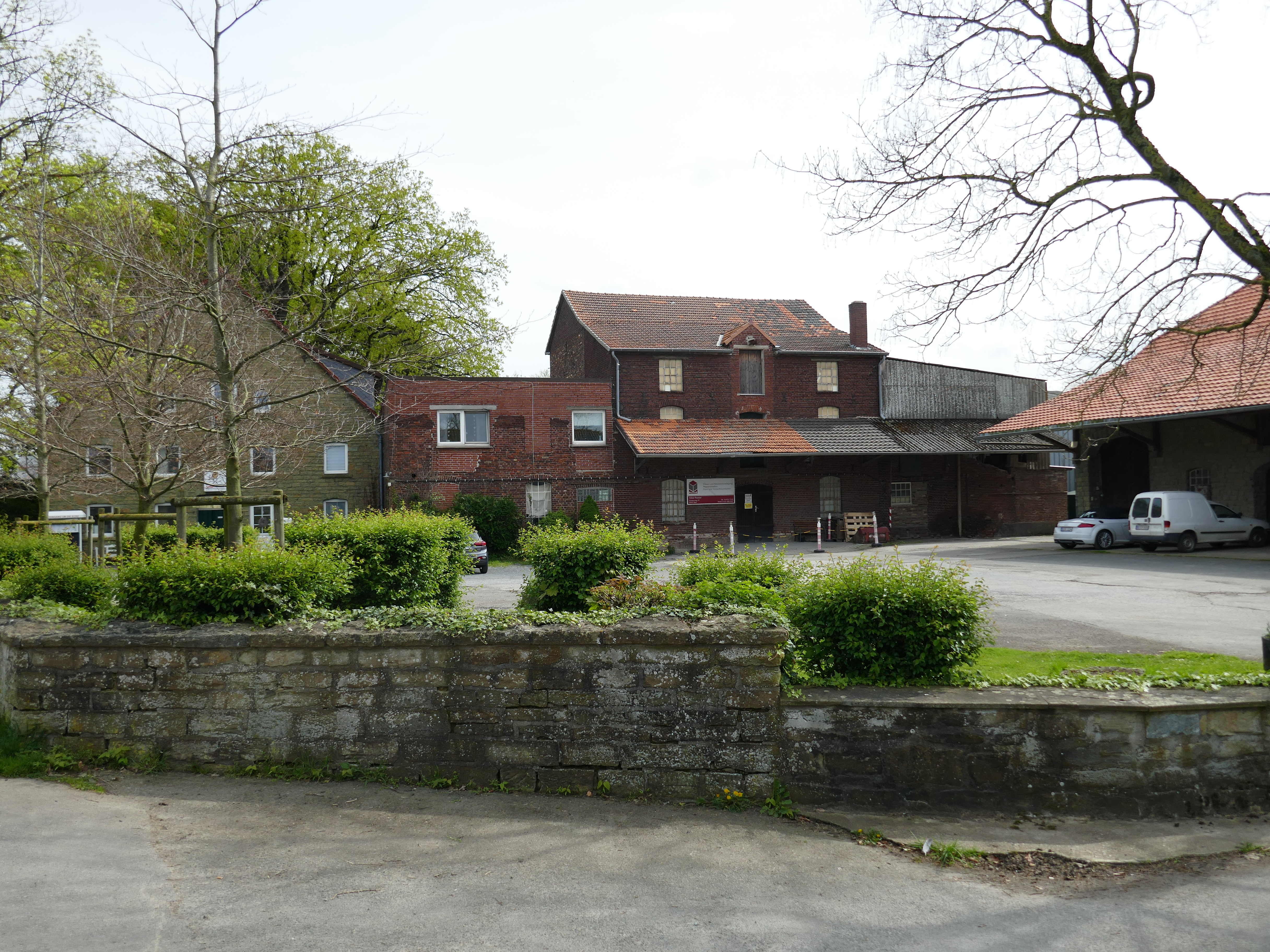
Luigsmühle

Das Gebäude der ehemaligen Getreidemühle steht unter Denkmalschutz; die vor dem Haus stehende große ca. 750 Jahre alte Eiche ist ebenfalls geschützt. Der alte Mühlenbach ist noch vorhanden. In den 1930er- bis 1960er-Jahren war neben der Lugismühle in den Mühlenteichen ein Naturschwimmbad eingerichtet.